# Милорад Јовић
Милорад С. Јовић (Краљево, 17. август 1903 - Београд, 21. јун 1970) био је српски педагог и први управник Народног музеја Краљево. Патентирао је два наставна учила: југословенску рачунаљку и практичну словарицу.

## Биографија
Милорад С. Јовић је рођен у Чукојевцу код Краљева 1903. године, као једно од деветоро деце. Његов отац је био протојереј Светислав Јовић, а мајка Дафина је била кћер свештеника Владимира Поповића, члана суда Епархије жичке у Краљеву. Основну школу је похађао у Мрчајевцима, а потом је у Чачку завршио IV разред гимназије. Учитељску школу је уписао у Ужицу, а завршио ју је у Вршцу 1924. године, где је положио и државни и практични учитељски испит 1927. године. На Вишој педагошкој школи у Београду дипломирао је на одсеку за филологију и књижевност, историју и психолошко-педагошку групу 1930. године и у наредном периоду је службовао у 18 места у Србији. Своје образовање је употпунио 1959. године, када је дипломирао педагогију на Филозофском факултету у Београду. Негде током прве половине тридесетих година оженио се својом првом супругом, Загорком Јовић из Мокрина, са којом је имао ћерку Љиљану.
Године 1937. био је управитељ Грађанске школе у Бугојну, а наредне године је премештен у Грађанску школу у Имотском. На своју молбу је 1939. премештен у Суботицу, на место управитеља Државне мушке грађанске школе. Тада упознаје своју другу супругу, Вјекославу Годлер из Карловца и са којом је након Другог светског рата предавао у краљевачкој гимназији и са којом је често сарађивао на педагошким истраживањима. На службу у Државно мешовитој грађанској школи занатско-индустријског правца у Краљеву Јовић је дошао 1939. године. Убрзо је постављен на место управитеља и на овој функцији остаје до укидања школе 1941. године.
Почетак рата га је затекао у Краљеву. Био је присилно мобилисан у ЈВуО са чином поручника у Петроварадину (овај чин је стекао током служења војске 1924/5. у Крагујевцу). Немци су га заробили, али је успео да побегне захваљујући одличном познавању немачког језика. Био је узет и за таоца у Краљеву током побуна 1942. године, али је успео да побегне од Гестапоа и крио се преко годину дана у Београду. Поново је био мобилисан од стране јединица под командом Драже Михаиловића, али је поново успео да побегне. Године 1944. пријавио се као добровољац у Југословенску армију. Крај рата је дочекао у Београду.
Након рата пребачен је из краљевачке Грађанске школе у Мушку гимназију у Чачку, али је на сопствену молбу 1946. добио премештај у Државну реалну гимназију у Краљеву. Након раздвајања Мушке и Женске државне гимназије током школске 1948/9, Јовић је предавао српски језик, књижевност и филозофију у Мушкој гимназији.

## Проналасци
Професор Јовић након проучавања 58 рачунаљки из целог света закључио да ниједна од њих не испуњава унапред постављене психолошке, методичко-дидактичке, педагошке и филозофске услове. Ниједна од њих није осликавала разноврсност свет око детета и није могла на прави начин да пробуди дечије дивљење, заинтересованост и креативност. Због тога је он предложио две нове рачунаљке: Југословенску рачунаљку са играчкама и Рачунаљку са рачунским покретним сликама.
Рачунаљка са играчкама се састојала од четвртастог рама на ногарима, унутар кога је, са предње стране било смештено 10 шина са шаркама за фигуре. Шарке су омогућавале отварање шине ради замене фигура и ради операције преламања око десетице. На свакој шини се налазило највише по 10 покретних фигурица које су се померале штапићем. На дну фигуре су билетри рупице које је требало поставити у клизећи уметаку шину, а на средини уметка се налазио кључ за причвршћивање. Укупан број фигура је био 100, 50 мушких и 50 женских. За први разред користило се 20, а за други разред 100 фигура. Фигуре - сличице пресликане на шперплочи представљале су области практичног жи-вота: људе (различитих узраста, раса, полова, у различитим ношњама), воће, поврће, животиње, разне предмете (дрво, кућа, ауто, литар, пун џак, брод), новац. Све оне су били у боји, у две нијансе и две величине ради разноликости. На дну рама се налазила хоризонтална шипка која се померала горе-доле по потреби. На њој је било смештено 10 различито обојених колачића - разломака који су били исечени на секторе од 1 до 10/10. Делови колачића су могли да се ваде помоћу дршчица, да се спајају са горњим фигурама и опет враћају на своје место. Рачунаљка је на врху имала и часовничарску таблицу да би се научило читање времена и цифара, заклапање углова и изналажење разломачких делова круга. Априла 1931. године министар просвете је препоручио њену употребу у школама. Иако је имао понуде из иностранства да прода патент, професор Јовић је то одбио из патриотских разлога. Након рата Јовић је додао фигурице деце различитих раса и народности.
Другу рачунаљку са рачунским покретним сликама, сачињавале су слике са клизећим рамом које су се увлачиле и извлачиле при рачунским операцијама и лако су се замењивале одговарајућим рачунским серијама слика. Рачунаљка је имала правоугаони рам постављен на ногарима. Унутар рама са предње стране су биле постављене две вертикалне дашчице - стубови. Хоризонтално се кретао носач у који су се уметале слике. Вертикалне дашчице су заклањале носач са сликама. Приликом употребе код рачунских операција носач са сликама се извлачио у видно поље. Слично првој рачунаљци и Рачунаљка са рачунским покретним сликама је садржала серије слика до 100 комада из следећих области: домаће, дивље животиње, воће, поврће, биљке, дрвеће, предмети, одрасли и деца при разним радовима, цели бројеви, разломачке слике - колачиће, затим часовничарску таблу за време, разломачке делове и углове. Ова рачунаљка је одобрена за употребу у школама 1959. године. Нажалост, рачунаљкама се губи сваки траг и једино су остали и нацрти и фотографије.
Такође је познато да је професор Јовић 50-их и 60-их година 20. века радио и на изради машинске словарице и мале (дечје) рачунаљке. Конструисао је практичну словарицу, а Стратегјску карту Косовске битке објавио у издању Свесловенске књижаре 1939. године. Као наставник историје Стратегијско-историјску карту Косовске битке израдио је у сарадњи са братом, мајором Александром С. Јовићем, са жељом да направе још стратегијских мапа других значајних догађаја из наше историје.

## Рад на оснивању музеја
Јовић је након рата био активан у чак 12 одбора. Поред учествовања у иницијативи за формирање музеја, Јовић је био задужен за организовање усмених новина, био је члан Одбора за заштиту и чување историјских споменика, учествовао је у обнови рада КУД-а Абрашевић, а бавио се и хуманитарним радом. До 1995. године је био и хонорарно директор Радничке гимназије у Краљеву.
Јовић је у новембру 1942. године, у време када је био управник Грађанске школе у Краљеву, постао члан одбора који је за циљ имао формирање музеја у Краљеву. Након завршетка рата, ова иницијатива је била обновљена. У мају 1948. године је образован Иницијативни одбор за оснивање Музеја у тадашњем Ранковићеву. Јовић сакупљао предмете за Музеј и детаљно је разрадио план о изгледу Музеја и одељењима која је он требало да обухвата, а у томе је имао велику помоћ осталих чланова Одбора, пре свега Николе Јончића (задуженог да прикупља предмете везане за НОБ и раднички покрет у Краљеву) и Реље Новаковића, историчара и директора Гимназије. У прикупљању предмета за Музеј су учествовали и остали Краљевчани.

## Први управник Народног музеја у Краљеву
Јовић је у априлу 1950. године упутио Градском народном одбору захтев за отварањем Музеја, образложивши захтев потребом да се очувају бројни остаци материјалне културе краљевачког краја, као и сведочанства о борби вођеној током Другог светског рата. Одговор ГНО Ранковићево је стигао 1. маја 1950. године и то је био званични почетак рада Музеја. Овом одлуком је Милорад С. Јовић био постављен за првог управника Народног музеја Ранковићево. Јовић је током прве деценије рада Музеја био једини стручњак, али је уз помоћ мреже сарадника (просветних радника, ловаца и риболоваца) успео да прикупи и систематизује значајан материјал. Материјал је поделио у 6 збирки: Историјску, Етнографску, Природњачку, Археолошку, Нумизматичку и Галерију ликовне уметности.
Јовић је током прве године управљања Музејом наставио да ради као наставник у Гимназији. Због тога је замолио власти да га разреше наставничке дужности, што је и учињено у септембру 1951. године. Поред овога, Јовић је од власти тражио додатна финансијска средства за рад Музеја, од којих би се Музеј могао боље уредити и набавити нове експонате и књиге за музејску библиотеку. Захваљујући Јовићевом залагању, Музеј је већ током првих година свог постојања успоставио сарадњу са другим културним институцијама у земљи. Поред функције управника, Јовић је обављао и функцију историчара и нумизматичара. Био је један од најзаслужнијих за формирања Историјског одељења и Историјске збирке. Такође, Јовић је активно истраживао период Другог светског рата на простору Краљева и његове околине. 
Прва музејска изложба, којом је Музеј и званично био отворен за посетиоце, била је НОБ и револуција, отворена 7. јула 1951. године. Три године касније, Јовић је био аутор још једне изложбе, Први и Други српски устанак, отворене у част обележавања 150 година од избијања Првог српског устанка. Јовић је том приликом саставио и биографије више истакнутих Краљевчана 18. и 19. века. Јовићева друга самостална изложба, Балкански и Први светски рат, била је отворена 1957. године. Јовић је такође истраживао средњовековну историју овог краја, затим историју школства, правосуђа, настанак имена града, археологију и етнологију околних села. Сакупљао је податке за писање туристичког водича, писао је о геолошкој историји краљевачког краја. Јовић је такође преузео на себе и обавезе библиотекара у музејској библиотеци. 
Како би помогао рад Музеја, чији је једини стручњак у том тренутку био Јовић, Савет за просвету и културу НОФО Ранковићева је 19. јануара 1953. године формирао Савет Музеја. Савет од 9 чланова, међу којима је био и управник Јовић, чинили су претежно просветни радници који су били задужени за поједине научне дисциплине. Главни проблем се односио на недовољно простора и неповољне услове за излагање музејских експоната у згради Господар Васиног конака, где је Музеј био смештен. Јовић је од самог почетка молио власти да помогну обнову музејске зграде. Његови потоњи напори да се оштећена зграда, која је и сама била културно добро, обнови уместо да се сруши, уродили су плодом 1959. године, када је донета одлуку о хитном санирању зграде.
Јовић је јануара 1955. године смењен са места управника без права жалбе одлуком Народног одбора Градске општине Ранковићево, а за в. д. директора је био постављен Панта Чолић, географ запослен у Музеју. Упркос овоме, Чолић и Јовић су интензивно сарађивали и у наредном периоду. Јовић је у децембру 1959. постављен од стране музејске управе у звање професора средње школе I врсте, запосленог у Народном музеју Краљево. Признат му је и стручни испит за Вишу педагошку школу, који је положио још 1927. године. Међутим, септембра 1960. Народни одбор општине Краљево доноси одлуку о привременој обустави рада Народног музеја Краљево, уз образложење да зграда Музеја мора бити хитно реконструисана. Два месеца касније укинута су сва радна места у Музеју, а у децембру 1960. године Јовић је пензионисан, са образложењем да испуњава услове за старосну пензију. Међутим, по узајамном споразуму са Музејем, он као в. д.управника остаје у Музеју од почетка децембра 1960. до краја септембра 1961. године ради чувања збирки, вођења администрације и ради примопредаје дужности и инвентара другом службенику. Примопредаја је извршена октобра 1961. године између Јовића и службеника НОО Краљево Горољуба Катанића. После тога Музеј је остао без и једног стручњака, а Милорад С. Јовић, оснивач Музеја и утемељивач свих музејских збирки, завршава своју музеолошку каријеру.
Јовић се након пензионисања са супругом сели у Београд, али наставља да истражује. Јовић је такође писао и позоришне комаде (углавном једночинке), а бавио се и позоришном режијом. У Народном музеју Краљево, у Легату Милорада С. Јовића, сачувана су издања Комитска мајка, Лем Едим и Долап. Нека од осталих дела које је написао су комедије Партизани, Ужичка подвала, Цигански коњ, Шабачка чарлама, Електрификација паланке, као и трагедије Соколска крв, Човек и смрт, Отац, Хајдуци и драме За Титом, Словени долазе и Тамничари. Написао је и сценарије за краткометражне филмове Почетак буне на дахије и Први српски устанак. Занимао се и за уметност, нарочито за музику и балет. Бавио се и књижевном критиком, а писао је и школске уџбенике. Преминуо је 21. јуна 1970. године, а сахрањен је на гробљу у Краљеву. Иза професора Милорада С. Јовића остало је доста сакупљених оригиналних докумената и експоната који се данас чувају у Народном музеју у Краљеву. Део заоставштине се налази у његовом Личном фонду у Историјском архиву Краљево, а део у приватном власништву његових најближих рођака Мирославе Панић и Николе Панића, из Београда.